# L'Hirondelle du faubourg
 L'Hirondelle du faubourg est une chanson populaire française sur un rythme de valse, écrite et composée par Bénech et Dumont et publiée en 1912 par Bénech (cotage LBP178). C'est une chanson extrêmement mélodramatique. Créée en 1912 au Casino Saint-Martin par Gaston Dona, elle n'a été mise sur disque pour la première fois qu'en 1947, sous forme parodique, par le Régisseur Albert et Francis Blanche.

## Enregistrements
- Gaston Dona (création, répertoire)
- Lina Margy
- Jack Lantier
- Annie Flore
- Georgette Plana (1959)
- Patrick Bruel, DVD Live[3]
- Raoul de Godewarsvelde, 3 CD Sony Music

## Parodies
La chanson a été beaucoup parodiée, dès sa création, et pendant une très longue période.
En novembre 1975, les militantes féministes du MLAC (Mouvement pour la liberté de l'avortement) écrivent collectivement une parodie de la chanson : « victime d'une morale périmée, elle est morte sacrifiée ».

## Folklorisation
La chanson est entrée au répertoire des chanteurs de tradition orale ; collectée auprès de ces chanteurs, elle est alors cataloguée comme « chanson traditionnelle ».

## Commentaires
Louis Bénech (1875-1925) était médecin.

## Précisions
Les interprètes successifs ayant enregistré la chanson ont souvent modifié les paroles (inversion ou changements des mots).